# جانیبکیان
جانیبکیان (زبان ارمنی: Ջանիբեկյան), یکی از نام‌های خانوادگی رایج در میان ارمنیان می‌باشد.
- موراد جانیبکیان
- گورگن جانیبکیان
- کارن جانیبکیان
- سوس جانیبکیان